# Патока (Іллінойс)
Патока (англ. Patoka) — селище (англ. village) в США, в окрузі Меріон штату Іллінойс. Населення — 525 осіб (2020).

## Географія
Патока розташована за координатами 38°45′14″ пн. ш. 89°5′45″ зх. д. / 38.75389° пн. ш. 89.09583° зх. д. (38.753989, -89.095798).  За даними Бюро перепису населення США в 2010 році селище мало площу 2,87 км², уся площа — суходіл.

## Демографія
Згідно з переписом 2010 року, у селищі мешкали 584 особи в 244 домогосподарствах у складі 166 родин. Густота населення становила 203 особи/км².  Було 279 помешкань (97/км²).
Расовий склад населення:
| - 98,8 % — білих - 0,9 % — корінних американців |

До двох чи більше рас належало 0,0 %. Частка іспаномовних становила 1,4 % від усіх жителів.
За віковим діапазоном населення розподілялося таким чином: 22,8 % — особи молодші 18 років, 57,3 % — особи у віці 18—64 років, 19,9 % — особи у віці 65 років та старші. Медіана віку мешканця становила 41,3 року. На 100 осіб жіночої статі у селищі припадало 92,7 чоловіків;  на 100 жінок у віці від 18 років та старших — 92,7 чоловіків також старших 18 років.
Середній дохід на одне домашнє господарство  становив 59 991 долар США (медіана — 42 778), а середній дохід на одну сім'ю — 66 825 доларів (медіана — 48 500). За межею бідності перебувало 11,5 % осіб, у тому числі 13,7 % дітей у віці до 18 років та 3,7 % осіб у віці 65 років та старших.
Цивільне працевлаштоване населення становило 216 осіб. Основні галузі зайнятості: освіта, охорона здоров'я та соціальна допомога — 31,5 %, виробництво — 18,5 %, транспорт — 15,7 %.